# Tomatares clavicornis
Tomatares clavicornis är en insektsart som först beskrevs av Pierre André Latreille 1829.  Tomatares clavicornis ingår i släktet Tomatares och familjen myrlejonsländor. Inga underarter finns listade i Catalogue of Life.